# Tasain
Tasain is een bestuurslaag in het regentschap Belu van de provincie Oost-Nusa Tenggara, Indonesië. Tasain telt 1120 inwoners (volkstelling 2010).